# Norðausturkjördæmi

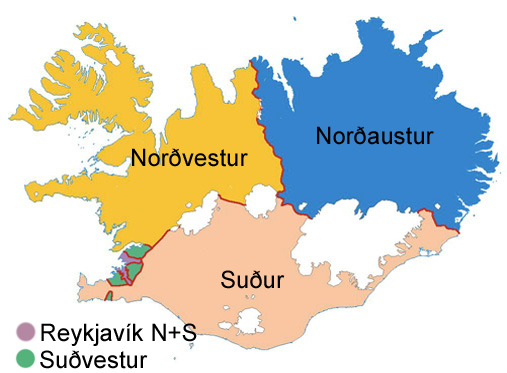
Karta på Island med de sex valkretsarna markerade. Huvudstaden Reykjavik är delad i norr och söder.

Norðausturkjördæmi är en av Islands sex valkretsar. Valkretsen, som har tio platser i det isländska alltinget, omfattar nordöstra delen av Island.

## Politiker i Alltinget
| Nr | Namn                     | Parti                              |
| -- | ------------------------ | ---------------------------------- |
| 1  | Valgerður Sverrisdóttir  | Framsóknarflokkurinn               |
| 2  | Halldór Blöndal          | Sjálfstæðisflokkurinn              |
| 3  | Kristján L. Möller       | Samfylkingin                       |
| 4  | Jón Kristjánsson         | Framsóknarflokkurinn               |
| 5  | Steingrímur J. Sigfússon | Vinstri hreyfingin - grænt framboð |
| 6  | Arnbjörg Sveinsdóttir    | Sjálfstæðisflokkurinn              |
| 7  | Einar Már Sigurðarson    | Samfylkingin                       |
| 8  | Dagný Jónsdóttir         | Framsóknarflokkurinn               |
| 9  | Birkir J. Jónsson        | Framsóknarflokkurinn               |
| 10 | Þuríður Backman          | Vinstri hreyfingin - grænt framboð |